# Condado de Hardin (Iowa)
El condado de Hardin (en inglés: Hardin County, Iowa), fundado en 1851, es uno de los 99 condados del estado estadounidense de Iowa. En el año 2000 tenía una población de 18 812 habitantes con una densidad poblacional de 13 personas por km². La sede del condado es Eldora.

## Geografía
Según la Oficina del Censo, el condado tiene un área total de 1476 km² (569,9 mi²), de la cual 1474 km² (569,1 mi²) es tierra y 2 km² (0,8 mi²) es agua.

### Condados adyacentes
- Condado de Franklin norte
- Condado de Butler noreste
- Condado de Grundy este
- Condado de Marshall sureste
- Condado de Story suroeste
- Condado de Hamilton oeste

## Demografía
En el 2000 la renta per cápita promedia del condado era de $35 429, y el ingreso promedio para una familia era de $41 891. El ingreso per cápita para el condado era de $17 537. En 2000 los hombres tenían un ingreso per cápita de $30 515 contra $21 068 para las mujeres. Alrededor del 8.00% de la población estaba bajo el umbral de pobreza nacional.
| 1900   | 1910   | 1920   | 1930   | 1940   | 1950   | 1960   | 1970   | 1980   | 1990   | 2000   |
| ------ | ------ | ------ | ------ | ------ | ------ | ------ | ------ | ------ | ------ | ------ |
| 22 794 | 20 921 | 23 337 | 22 947 | 22 530 | 22 218 | 22 533 | 22 248 | 21 776 | 19 094 | 18 812 |

## Lugares

### Ciudades y pueblos
- Ackley
- Alden
- Buckeye
- Eldora
- Hubbard
- Iowa Falls
- New Providence
- Owasa
- Radcliffe
- Steamboat Rock
- Union
- Whitten

### Comunidades no incorporadas
- Cleves
- Garden City
- Gifford

### Principales carreteras
- U.S. Highway 20
- U.S. Highway 65
- Carretera de Iowa 57
- Carretera de Iowa 175